# Waldir Pagan
Waldir Pagan Peres (São Manuel, 1937 - São Paulo, 8 de agosto de 2014) foi um técnico de basquete brasileiro.
Sob o seu comando, a Seleção Brasileira de Basquetebol Feminino conquistou a medalha de bronze no Campeonato Mundial de Basquetebol Feminino de 1971 (realizado no Brasil), a medalha de ouro nos Jogos Pan-Americanos de 1971 (realizado na Colômbia) e os Campeonatos Sul-Americanos de 1970, 1972 e 1974.